# ネタ・アルヒミスタ
ネタ・アルヒミスタ（Neta Alchimister, ヘブライ語: נטע אלחמיסטר, 1994年4月20日 - ）は、イスラエルの女優・モデル。

## 経歴・人物
1994年4月20日、中央地区リション・レツィヨンに生まれる。両親はイスラエル生まれだがオーストリア・リビア・アルジェリアのルーツを持つ。父Eyal Alchimisterは元サッカー選手。母Vardi（旧姓Shalom）は1986年にミスコンに出場した元モデル。
15歳のとき最初の事務所と契約。16歳のときモデルとして活動開始。
徴兵されイスラエル国防軍のC4Iに関する部隊（C4I Corps）に所属。
除隊後の2014年、イスラエルのモデルNoa Benyと共同でデザイナーズ水着ブランドBaNaNhotを設立。ネタの水着の写真目当てにSNSにはフォロワーが押し寄せた。
2015年以降、イスラエルの服飾メーカー・カストロ（Castro）の主要モデルである。2016年にはBlazer誌の表紙モデルに採用される。2020年、チャンネル13（Channel 13）のリアリティーショーComedy Starの審査員の一人。
ガル・ガドットとバー・ラファエリに次いで、SNSのフォロワー数はイスラエル人として第3位である。

### 私生活
2014年、サッカー選手のラミ・ゲルションと交際開始。2019年、結婚。2023年11月23日、第1子誕生。